# Lê Phạm Thành Long
Lê Phạm Thành Long (Quảng Ngãi, 5 de junio de 1996) es un futbolista vietnamita que juega en la demarcación de centrocampista para el Cong An Hanoi FC de la V.League 1.

## Selección nacional
Tras jugar en varias categorías inferiores de la selección, finalmente hizo su debut con la selección absoluta de Vietnam el 21 de noviembre de 2023 en un encuentro de clasificación para la Copa Mundial de Fútbol de 2026 contra Irak que finalizó con un resultado de 0-1 a favor del combinado iraquí tras un gol de Mohanad Ali.

## Clubes
| Club                 | País    | Año       | Partidos | Goles |
| -------------------- | ------- | --------- | -------- | ----- |
| Phu Yen FC (cedido)  | Vietnam | 2014-2015 | 2        | 0     |
| Daklak FC (cedido)   | Vietnam | 2016-2017 | 1        | 0     |
| Long An FC (cedido)  | Vietnam | 2017      | 13       | 1     |
| Haiphong FC (cedido) | Vietnam | 2018-2019 | 39       | 4     |
| Dong A Thanh Hoa     | Vietnam | 2020-2023 | 78       | 2     |
| Cong An Hanoi FC     | Vietnam | 2023-     | 45       | 1     |